# Dům čp. 120 (Bohušov)
Venkovský dům čp. 120 stojí na katastrálním území obce Bohušov v okrese Bruntál. Roubený dům byl 5. listopadu 2002 Ministerstvem kultury České republiky prohlášen za kulturní památku Česka a je veden pod číslem 52147/8-4091. Ochrana kulturní památky se vztahuje na roubený dům a hospodářskou část.

## Popis
Dům z druhé poloviny 18. století stojí na jihovýchodním okraji dvora. Je přízemní roubená stavba v obytné části, částečně podsklepená, bývalá hospodářská část je zděná, dům má sedlovou střechu. Trámy trámové konstrukce nepřiléhají těsně k sobě, jejich spáry jsou těsněny hliněnou mazaninou.
Kolmo na roubenku byla v roce 1920 přistavěna zděná část hospodářské budovy.